# Bouxières-aux-Chênes
Bouxières-aux-Chênes – miejscowość i gmina we Francji, w regionie Grand Est, w departamencie Meurthe i Mozela.
Według danych na rok 1990 gminę zamieszkiwały 1284 osoby, a gęstość zaludnienia wynosiła 65 osób/km² (wśród 2335 gmin Lotaryngii Bouxières-aux-Chênes plasuje się na 305. miejscu pod względem liczby ludności, natomiast pod względem powierzchni na miejscu 180.).